# سانگ سونگ ته
سانگ سونگ ته (انگلیسی: Song Seung-tae؛ زادهٔ january ۳, ۱۹۷۲ (۵۳ سال)) ورزشکار هاکی روی چمن اهل کره جنوبی است.
وی در مسابقات کشوری و بین‌المللی در مجموع برندهٔ ۲ مدال نقره، ۱ مدال برنز شده‌است.